# الساركوما الوعائية الكبدية
الأنجيوساركوما الكبدية المعروفة أيضًا باسم الساركوما الوعائية الكبدية أو ساركوما الكبد الوعائية هي سرطان نادر ومميت بشكل سريع ينشأ عن البطانة التي تبطن الأوعية الدموية للكبد. يعد نوعًا من الساركوما الوعائية. على الرغم من ندرته الشديدة إذ تشخص نحو 200 حالة فقط كل عام، لكنه ما يزال يعد ثالث أكثر أنواع سرطانات الكبد الأولي شيوعًا، ويشكل حوالي 2% من جميع سرطانات الكبد الأولية. يمكن أن تكون الساركوما الوعائية الكبدية أولية (يشار إليها في الأدبيات باسم PHA أو الساركوما الوعائية الكبدية الأولية)، ما يعني أنها نشأت في الكبد، أو ثانوية، بمعنى أن الساركوما الوعائية نشأت في مكان آخر وانتقلت إلى الكبد. تغطي هذه المقالة الساركوما الوعائية الكبدية الأولية، ولكن الكثير ينطبق أيضًا على الأورام الثانوية.

## العلامات والأعراض
عادةً ما تظهر الساركوما الوعائية في الكبد بأعراض غامضة وغير محددة مثل آلام البطن وانتفاخه (وهما أكثر الأعراض شيوعًا، والتي تحدث في حوالي 60% من الأفراد)، وفقدان الوزن، والإرهاق أو تكتلات البطن وأعراض أمراض الكبد مثل الحمى والتوعك وفقدان الشهية والتقيؤ.
من المفارقات هي بقاء وظائف الكبد طبيعية بشكل عام حتى المراحل النهائية من المرض، ما يزيد التشخيص تعقيدًا.

### المضاعفات
تمزق الورم العفوي الذي ينتج عنه نزيف حاد داخل البطن وتدمي الصفاق هو من المضاعفات المميتة للساركوما الوعائية الكبدية وقد أبلغ عنه في 15-27% من المرضى. قد تساهم قلة الصفيحات وفقر الدم والطبيعة الوعائية للورم في ذلك. يحمل تمزق الورم عمومًا إنذارًا سيئًا للغاية حتى عند توقف النزيف عن طريق الانصمام الشرياني عبر القسطرة الطارئة (TAE)، أظهر تحليل لأربعة مرضى بقاء متوسط البقاء على قيد الحياة لمدة 23 يومًا بعد تمزق الورم. نظرًا لطبيعة الأوعية الدموية القريبة والمماثلة للطحال، فإن الانتشار شائع وبالتالي قد يحدث النزيف داخل البطن أيضًا بسبب تمزق الطحال.
قد تؤدي الساركوما الوعائية الكبدية أيضًا إلى فشل الكبد، وهو من المضاعفات المميتة.
مثل العديد من أنواع السرطان، يمكن أن تسبب الساركوما الوعائية في الكبد تخثرًا منتشرًا داخل الأوعية (DIC).

## الأسباب
معظم حالات الساركوما الوعائية الكبدية مجهولة الأسباب، وتشكل حوالي 75% من الحالات.
على الرغم من ذلك، ترتبط العديد من الأشياء بالساركوما الوعائية في الكبد. من المعروف أن التعرض لكلوريد الفينيل والزرنيخ والثوروتراست والراديوم والفينيل هيدرازين واستخدام الأندروجين يساهم في التسبب بالإصابة بساركوما الكبد الوعائية. السيكلوفوسفاميد، داي إيثيلستيلبيسترول واستخدام موانع الحمل الفموية مرتبطة أيضًا بالساركوما الوعائية في الكبد.
بالإضافة إلى ذلك، ترتبط الساركوما الوعائية في الكبد بداء ترسب الأصبغة الدموية (فرط حمل الحديد) والورم العصبي الليفي.
يشير تقرير حالة صدر عام 2007 إلى وجود صلة محتملة بين تليف الكبد المتعلق بالبلهارسيا اليابانية وساركوما الكبد الوعائية.
دراسة في تايوان لم تجد أي دليل يشير إلى أن التهاب الكبد الفيروسي يلعب دورًا مهمًا في التسبب في الإصابة بساركوما الكبد الوعائية.

## التشخيص
يعد CD31 أكثر علامات الورم موثوقية بالنسبة للساركوما الوعائية الكبدية.

### التشخيص التفريقي
يشتمل التشخيص التفريقي على الورم الوعائي، وساركوما كابوزي، والساركوما الوعائية النقيلية من أصل غير كبدي، سرطان الكبد الثانوي من أي أصل، وسرطان الخلايا الكبدية.

## العلاج
يعد الاستئصال الجراحي الكامل مع العلاج الكيميائي المساعد هو العلاج الأكثر فعالية للساركوما الوعائية الكبدية.
التخثر الشرياني النسيجي عبر القسطرة (TAE)، وهو سد الشريان بمساعدة قسطرة لمنع المزيد من النزيف أو الحد من تدفق الدم إلى الورم، ما يؤدي إلى نمو مكبوت، هو العلاج الأكثر فعالية للتمزق التلقائي للورم الذي يؤدي إلى نزيف داخل البطن. وقد أظهر التخثر الكيميائي الشرياني عبر القثطرة (TACE)، والذي يشبه التخثر الشرياني النسيجي عبر القسطرة ولكنه يتضمن أيضًا الحقن الموضعي لأدوية العلاج الكيميائي، فعاليته في زيادة البقاء على قيد الحياة، خاصة في الأفراد الذين لديهم كتل سائدة قليلة بدلًا من العديد من الكتل الصغيرة. يسمح التخثر الكيميائي الشرياني عبر القسطرة بزيادة التعرض الموضعي (وبالتالي الورم أيضًا) للعلاج الكيميائي مع تقليل التعرض الجهازي، ما يسمح بجرعة متزايدة، حيث أن التعرض الجهازي هو العامل المحدد بشكل عام، وكذلك تقليل الآثار الجانبية للعلاج الكيميائي. يجرى كلا الإجراءان بشكل عام على الشريان الكبدي.
يُذكر عمومًا أن الساركوما الوعائية الكبدية مقاومة للإشعاع، وبالتالي لا يعد العلاج الإشعاعي علاجًا فعالًا.
على الرغم من اعتباره في السابق خيارًا علاجيًا قابلًا للتطبيق، لكن زراعة الكبد لم يعد يُنظر إليها في حالة الإصابة بساركوما الكبد الوعائية، نظرًا لارتفاع معدل تكرار حدوثه وضعف البقاء على قيد الحياة بعد الزرع. يعتبر السجل الأوروبي لزراعة الكبد أن الساركوما الوعائية الكبدية مضاد استطباب مطلق لزراعة الكبد، وتشير إلى أن متوسط البقاء على قيد الحياة بعد زراعة الكبد أقل من 7 أشهر مع عدم وجود أي شخص على قيد الحياة لأكثر من 23 شهرًا، ما يظهر فرقًا بسيطًا جدًا من عدم العلاج على الإطلاق.

## الإنذار
نظرًا للطبيعة العدوانية ومعدل التكرار المرتفع، فإن إنذار الساركوما الوعائية الكبدية سيئ للغاية بشكل عام. يموت معظم المرضى في غضون ستة أشهر ويعيش 3% فقط أكثر من عامين.
يشير تقرير حالة حديث إلى أن تشخيص الساركوما الوعائية الكبدية قد يتحسن.

## علم الأوبئة
على الرغم من أن ساركوما الكبد الوعائية يمكن أن تصيب أي شخص، فإن معظم المصابين تتراوح أعمارهم بين 60 و70 عامًا. يتأثر الذكور أكثر من النساء بنسبة 3-4: 1، على الرغم من أن إصابة الفتيات عند الأطفال أكثر شيوعًا من الفتيان.